# Choeradoplana benyai
Choeradoplana benyai ist eine Art der zu den Landplanarien zählenden Gattung Choeradoplana. Sie kommt in Brasilien vor.

## Merkmale
Choeradoplana benyai hat einen subzylindrischen, länglichen Körper mit parallelen Seitenrändern und erreicht kriechend eine Länge von 60 Millimetern. Individuen der Gattung Choeradoplana weisen einen Retraktormuskel und Drüsen im Kopfbereich auf. Das Vorderende ist nach hinten gebogen, so dass auf der Bauchseite wegen eines Muskeldrüsenorgans zwei kissenartige, dunkelbraune Strukturen im Kopfbereich erkennbar sind. Der Rücken hat eine hellbraune Grundfärbung, die auf einer dünnen Mittellinie und an den Körperrändern besonders erkennbar ist. In den anderen Rückenregionen befinden sich dunkelbraune Flecken. Die Bauchseite ist hellbraun. Auf den vorderen drei Millimetern befinden sich keine Augen, nach 4 Millimetern verteilen sich viele Augen in drei bis vier Reihen bis zum Hinterende, wobei sie im hinteren Bereich weniger zahlreich sind.
Zum Kopulationsapparat gehört eine lange, zylindrische Penispapille.

## Verbreitung
Die Art wurde in der Umgebung von São Francisco de Paula im brasilianischen Bundesstaat Rio Grande do Sul nachgewiesen. Der Fundort befand sich im Nationalforst, in dem Araukarien wachsen.

## Etymologie
Das Artepitheton ehrt den Biologen Edward Benya, der die Forschungsgruppe unterstützt hat.